# Toldi Sándor
Toldi Sándor teljes nevén Toldi Nagy Sándor (Pápa, 1893. január 26. – Győr, 1955. január 2.) magyar olimpikon diszkoszvetés sportágban és református lelkész.

## Sportpályafutása
1912-ben, mint teológiai hallgató kezdett el versenyezni, egy év múlva már a legjobb magyar diszkoszvető lett. 1914-ben az angol bajnokságban 3. lett. A Ferencvárosi TC atlétikai szakosztályának keretében versenyzett.

### Magyar atlétikai bajnokság
- A 27., az 1922-es magyar atlétikai bajnokságon diszkoszvetésben aranyérmes (42,20 m).
- A 28., az 1923-as magyar atlétikai bajnokságon diszkoszvetésben aranyérmes (42,06 m).
- A 29., az 1924-es magyar atlétikai bajnokságon diszkoszvetésben aranyérmes (42,76 m).

### Legjobb eredménye
1913-ban Bécsben elért legjobb eredményét (46,86 m) 15 évig egyetlen magyar diszkoszvető sem tudott túlszárnyalni.

### Olimpiai játékok
Az olimpiai csapat zászlóvivője. Az 1924. évi nyári olimpiai játékok atlétikai sportágában, a diszkoszvető versenyszámában 9. helyezett (41,09 m).